# Otto Scholderer

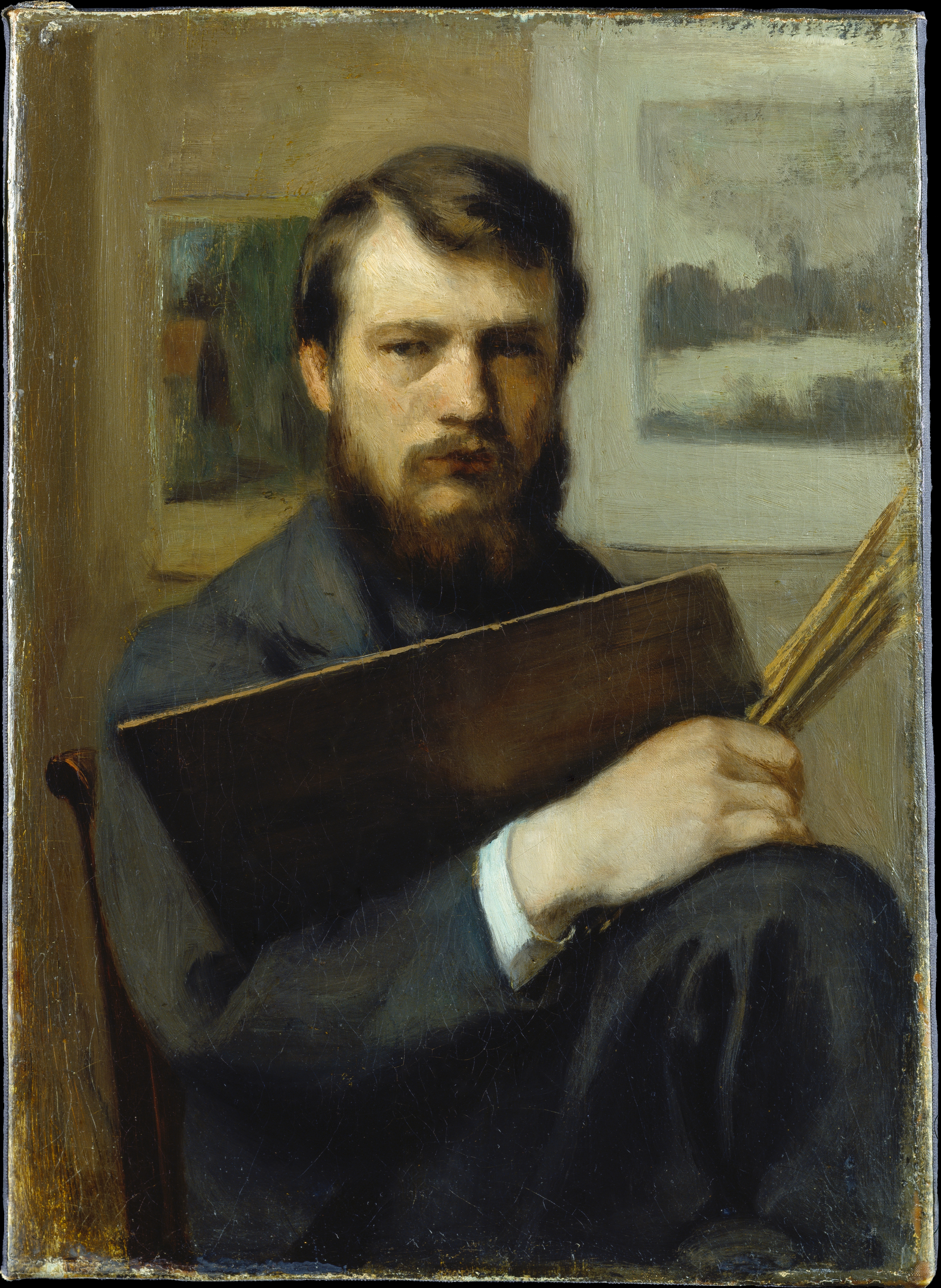
Otto Scholderer, zelfportret.

Franz Otto Scholderer (Frankfurt am Main, 25 januari 1834 - aldaar, 22 januari 1902) was een Duits kunstschilder. Zijn werk wortelt in de romantiek, met invloeden vanuit het impressionisme.

## Leven en werk
Scholderer studeerde van 1849 tot 1851 aan de Städelsche Kunstakademie, onder Jacob Becker, en vestigde zich vervolgens als kunstschilder in zijn geboortestad. Via zijn zwager en vriend, de kunstschilder Victor Müller, leerde hij het werk van Gustave Courbet kennen, dat grote indruk op hem maakte. In 1857-1858 maakte hij samen met Müller meerdere studiereizen naar Parijs, waar hij bevriend raakte met Henri Fantin-Latour en Édouard Manet, die hem sterk beïnvloedden. Terug in Duitsland sloot hij zich aan bij de Kronberger Malerkolonie in Kronberg im Taunus. Later opende hij een atelier in Düsseldorf, waar hij bevriend raakte met Hans Thoma. Samen met Thoma vertrok hij in 1868 opnieuw naar Parijs, nu voor langere tijd. Uit deze periode stamt ook Fantin-Latours beroemde schilderij Un atelier aux Batignolles (1870), waarop Scholderer vereeuwigd staat met Pierre-Auguste Renoir, Édouard Manet, Zacharie Astruc, Émile Zola, Edmond Maître, Frédéric Bazille en Claude Monet.
Vlak voor de Frans-Duitse Oorlog keerde Scholderer weer terug naar Duitsland, deze keer naar München, waar hij korte tijd werkte met Wilhelm Leibl, die hij in Parijs had leren kennen. Van 1871 tot 1899 zou hij wonenn en werken in Londen, om vervolgens terug te keren in Frankfurt am Main, waar hij in 1902 stierf, bijna 68 jaar oud.
Het werk van Scholderer wortelt in de romantiek, met invloeden vanuit het impressionisme. Hij schilderde veel portretten, maar ook landschappen en stillevens. Zijn werk is onder andere te zien in het Städel Museum te Frankfurt, het Museum Wiesbaden te Wiesbaden, de Pinakothek der Moderne in München, het Musée d'Orsay te Parijs en de National Gallery te Londen.

## Galerij

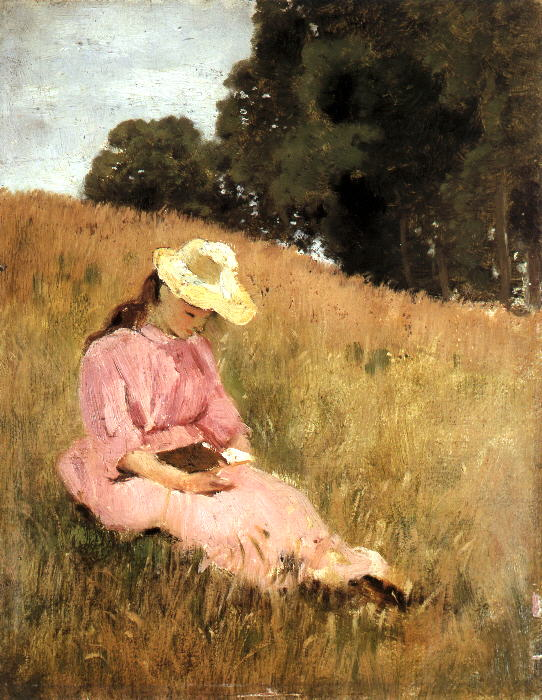
Lezend meisje op een weide
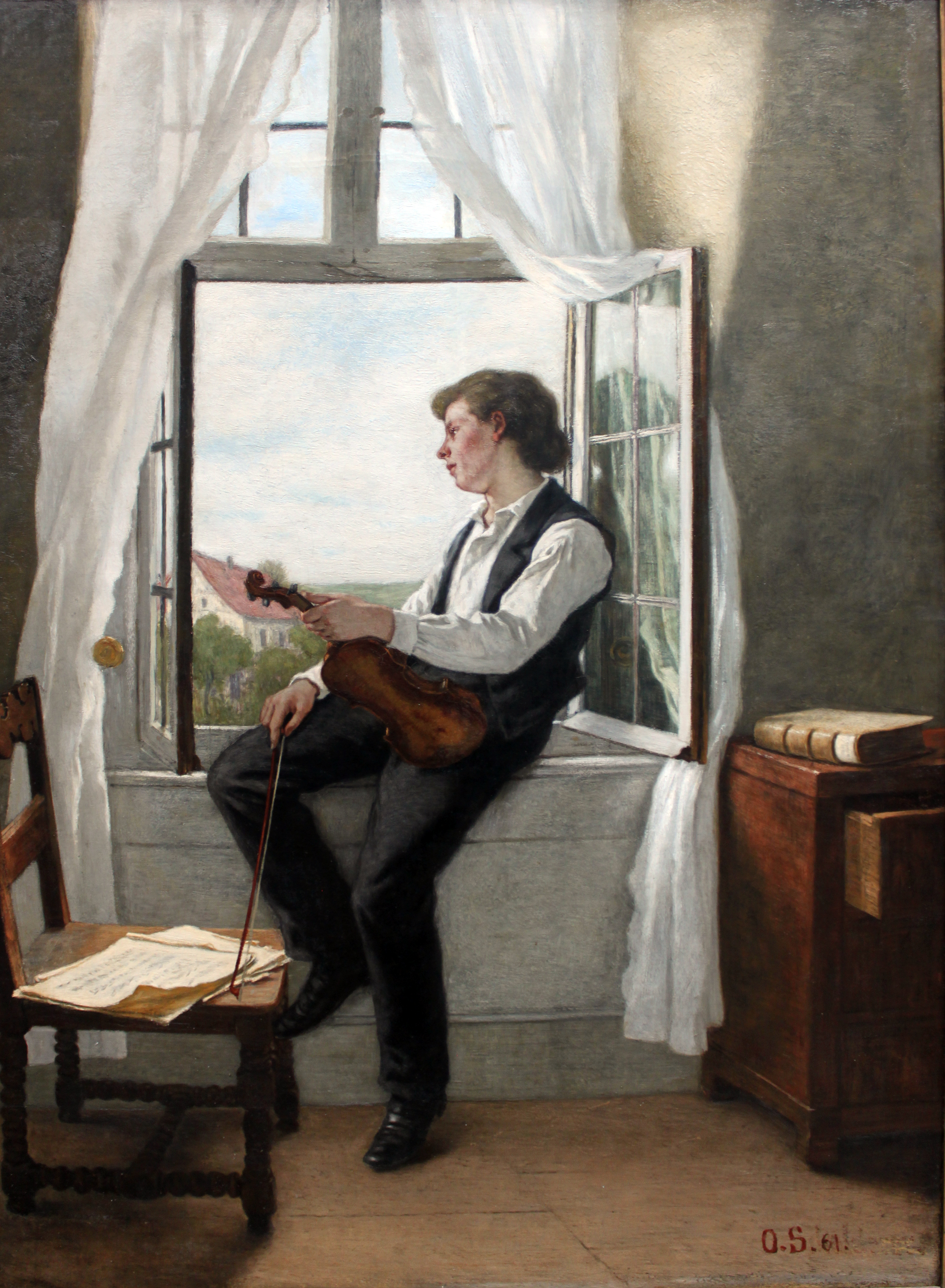
De violist aan het venster
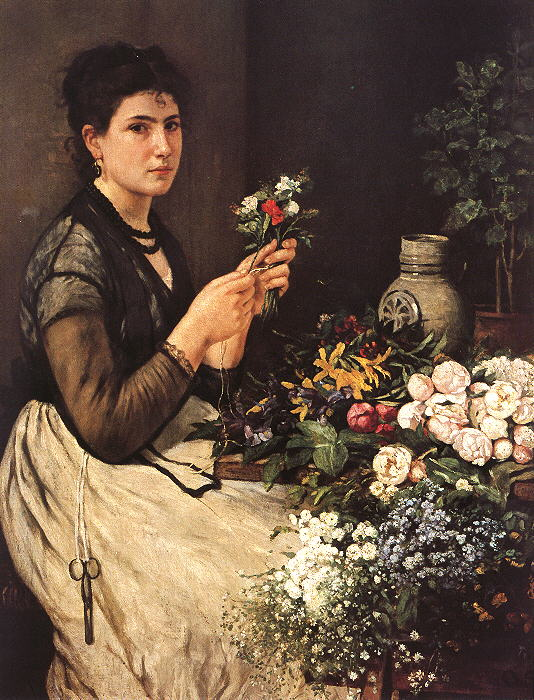
Bloemenbindster
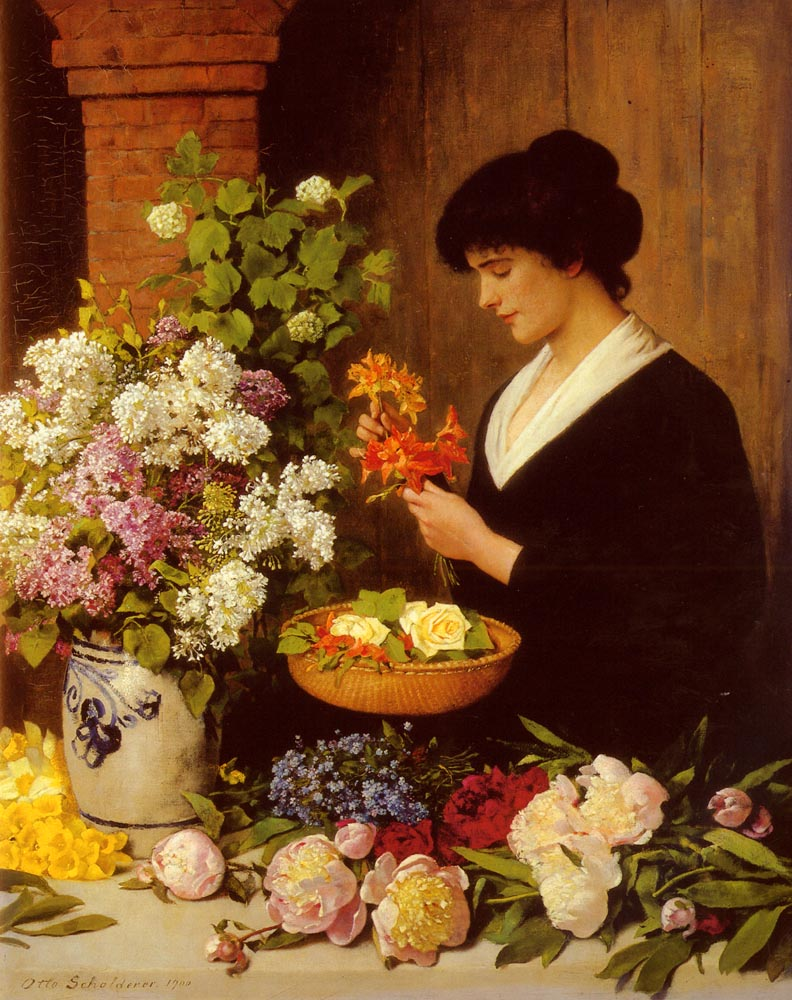
Bloemenarrangement
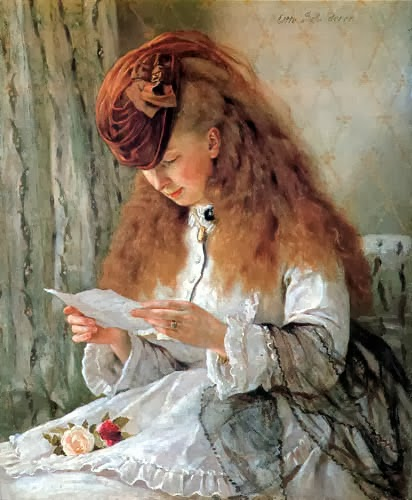
Brieflezend meisje
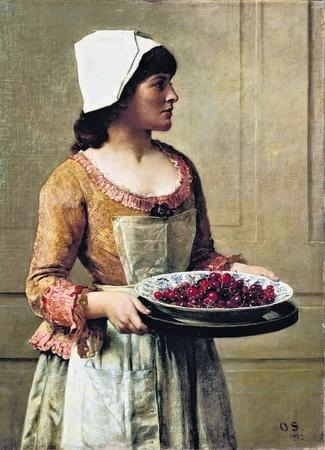
Meisje met bessen
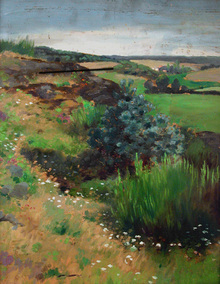
Dauwlandschap
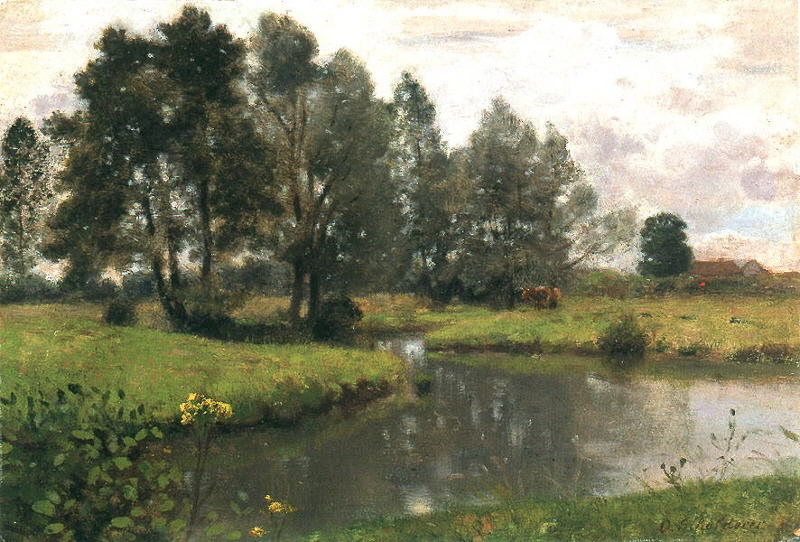
Engels landschap
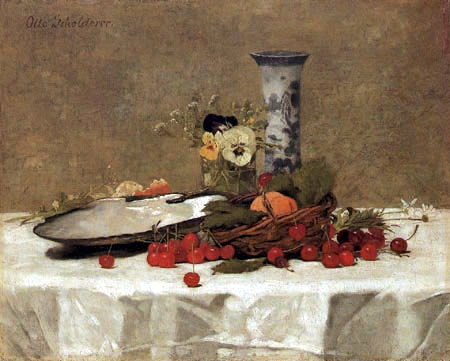
Stilleven
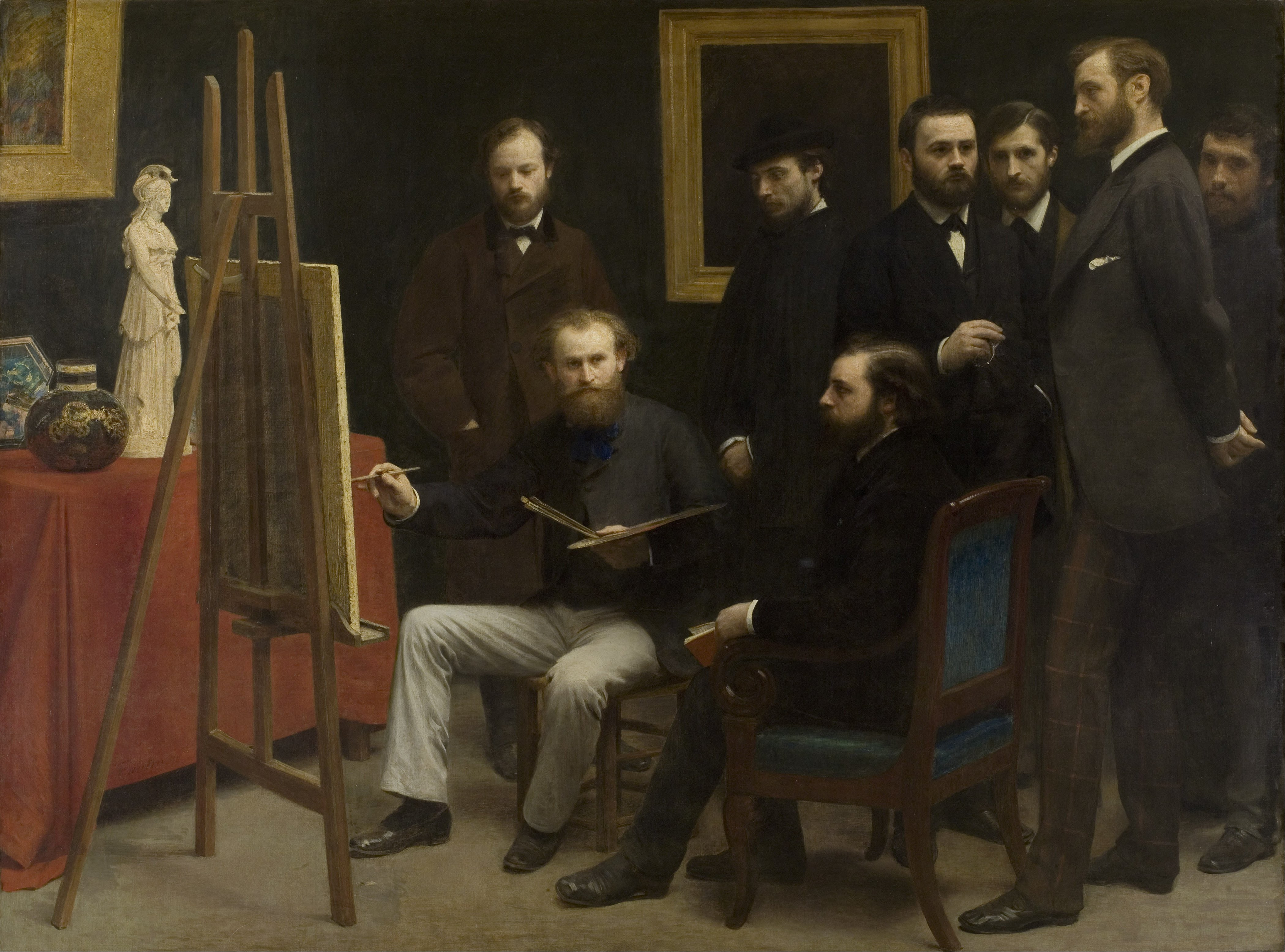
Fantin-Latour: Atelier aux Batignolles. V.l.n.r. Scholderer, Manet, Renoir. Astruc, Zola, Maître, Bazille en Monet.